# Natação no Campeonato Mundial de Esportes Aquáticos de 2022 - 100 m peito masculino
A prova dos 100 metros peito masculino da natação no Campeonato Mundial de Esportes Aquáticos de 2022 ocorreu nos dias 18 e 19 de junho, em Budapeste, na Hungria.

## Recordes
Antes desta competição, os recordes mundiais e do campeonato nesta prova eram os seguintes:
| Tipo                  | Atleta     | Tempo  | Local   | Data                |
| --------------------- | ---------- | ------ | ------- | ------------------- |
|                       | Adam Peaty | 56s 88 | Gwangju | 21 de julho de 2019 |
| Recorde do campeonato | Adam Peaty | 56s 88 | Gwangju | 21 de julho de 2019 |

## Medalhistas
| Ouro                     | Prata               | Bronze         |
| Nicolò Martinenghi (ITA) | Arno Kamminga (NED) | Nic Fink (USA) |

## Cronograma
Todos os horários são locais (UTC+2). 
| Data        | Hora  | Evento        |
| ----------- | ----- | ------------- |
| 18 de junho | 10:36 | Eliminatórias |
| 18 de junho | 18:53 | Semifinal     |
| 19 de junho | 18:02 | Final         |

## Resultados

### Eliminatórias
Esses foram os resultados das eliminatórias. A prova foi realizada no dia 18 de junho com início às 10:36.
| Pos. | Bateria | Raia             | Nadador                     | Nacionalidade                   | Tempo   | Notas            |
| ---- | ------- | ---------------- | --------------------------- | ------------------------------- | ------- | ---------------- |
| 1    | 7       | 4                | Arno Kamminga               | Países Baixos                   | 58.69   | Q                |
| 2    | 7       | 5                | Nic Fink                    | Estados Unidos                  | 58.81   | Q                |
| 3    | 6       | 4                | Michael Andrew              | Estados Unidos                  | 58.96   | Q                |
| 4    | 5       | 4                | Nicolò Martinenghi          | Itália                          | 59.06   | Q                |
| 5    | 5       | 5                | Yan Zibei                   | China                           | 59.83   | Q                |
| 6    | 6       | 6                | Caspar Corbeau              | Países Baixos                   | 59.89   | Q                |
| 7    | 5       | 3                | Ryuya Mura                  | Japão                           | 59.90   | Q                |
| 7    | 6       | 3                | Andrius Šidlauskas          | Lituânia                        | 59.90   | Q                |
| 9    | 7       | 6                | Lucas Matzerath             | Alemanha                        | 59.94   | Q                |
| 10   | 5       | 6                | Zac Stubblety-Cook          | Austrália                       | 1:00.12 | Q                |
| 11   | 6       | 5                | James Wilby                 | Reino Unido                     | 1:00.14 | Q                |
| 12   | 7       | 1                | Erik Persson                | Suécia                          | 1:00.34 | Q                |
| 13   | 6       | 7                | Matti Mattsson              | Finlândia                       | 1:00.37 | Q                |
| 13   | 7       | 2                | Cho Sung-jae                | Coreia do Sul                   | 1:00.37 | Q                |
| 15   | 7       | 7                | Bernhard Reitshammer        | Áustria                         | 1:00.66 | Q                |
| 16   | 6       | 8                | Kristian Pitshugin          | Israel                          | 1:00.70 | Q                |
| 17   | 4       | 3                | Dawid Wiekiera              | Polónia                         | 1:00.80 |                  |
| 17   | 7       | 0                | Anton McKee                 | Islândia                        | 1:00.80 |                  |
| 19   | 7       | 3                | Berkay Ömer Öğretir         | Turquia                         | 1:00.82 |                  |
| 20   | 6       | 2                | Denis Petrashov             | Quirguistão                     | 1:00.86 |                  |
| 21   | 7       | 8                | Lyubomir Epitropov          | Bulgária                        | 1:01.06 |                  |
| 22   | 5       | 1                | Jérémy Desplanches          | Suíça                           | 1:01.24 |                  |
| 23   | 6       | 9                | Brenden Crawford            | África do Sul                   | 1:01.25 |                  |
| 24   | 5       | 2                | Felipe França Silva         | Brasil                          | 1:01.41 |                  |
| 25   | 6       | 0                | Konstantinos Meretsolias    | Grécia                          | 1:01.46 |                  |
| 26   | 5       | 8                | Carl Aitkaci                | França                          | 1:01.51 |                  |
| 27   | 4       | 6                | Maximillian Wei Ang         | Singapura                       | 1:01.76 |                  |
| 28   | 5       | 9                | Tamás Takács                | Hungria                         | 1:01.86 |                  |
| 29   | 4       | 9                | Amro Al-Wir                 | Jordânia                        | 1:01.87 | Recorde nacional |
| 30   | 5       | 7                | André Klippenberg Grindheim | Noruega                         | 1:01.99 |                  |
| 31   | 4       | 7                | Youssef El-Kamash           | Egito                           | 1:02.04 |                  |
| 32   | 4       | 5                | Julio Horrego               | Honduras                        | 1:02.07 |                  |
| 33   | 6       | 1                | Volodymyr Lisovets          | Ucrânia                         | 1:02.33 |                  |
| 34   | 4       | 2                | Carles Coll                 | Espanha                         | 1:02.52 |                  |
| 35   | 3       | 4                | Cai Bing-rong               | Taipé Chinesa                   | 1:02.75 |                  |
| 36   | 3       | 6                | Daniils Bobrovs             | Letônia                         | 1:02.85 |                  |
| 37   | 4       | 1                | Taichi Vakasama             | Fiji                            | 1:02.86 |                  |
| 38   | 4       | 0                | Adam Chillingworth          | Hong Kong                       | 1:02.91 |                  |
| 39   | 4       | 4                | Phạm Thanh Bảo              | Vietname                        | 1:03.19 |                  |
| 40   | 3       | 9                | Adrian Robinson             | Botswana                        | 1:03.43 |                  |
| 41   | 3       | 3                | Aibek Kamzenov              | Cazaquistão                     | 1:03.46 |                  |
| 42   | 5       | 0                | Izaak Bastian               | Bahamas                         | 1:03.79 |                  |
| 43   | 3       | 7                | Jonathan Cook               | Filipinas                       | 1:03.95 |                  |
| 44   | 2       | 6                | Julio Calero                | Cuba                            | 1:04.12 |                  |
| 45   | 2       | 4                | Abobakr Abass               | Sudão                           | 1:04.13 |                  |
| 46   | 3       | 8                | Rashed Al-Tarmoom           | Kuwait                          | 1:04.19 |                  |
| 47   | 3       | 1                | Andres Martijena            | República Dominicana            | 1:04.24 |                  |
| 48   | 2       | 5                | Tasi Limtiaco               | Estados Federados da Micronésia | 1:04.63 |                  |
| 49   | 4       | 8                | Édgar Crespo                | Panamá                          | 1:05.09 |                  |
| 50   | 2       | 8                | Jonathan Raharvel           | Madagáscar                      | 1:05.13 |                  |
| 51   | 3       | 0                | Giacomo Casadei             | San Marino                      | 1:05.17 |                  |
| 52   | 2       | 3                | Kito Campbell               | Jamaica                         | 1:05.27 |                  |
| 53   | 2       | 2                | Abdulaziz Al-Obaidly        | Catar                           | 1:05.37 |                  |
| 54   | 2       | 1                | Jonathan Chung Yee          | Ilhas Maurícias                 | 1:06.04 |                  |
| 55   | 1       | 6                | Saud Ghali                  | Bahrein                         | 1:06.46 |                  |
| 56   | 2       | 7                | Filipe Gomes                | Malawi                          | 1:06.57 |                  |
| 57   | 3       | 2                | Sébastien Kouma             | Mali                            | 1:07.43 |                  |
| 58   | 1       | 3                | Zandanbal Gunsennorov       | Mongólia                        | 1:07.79 |                  |
| 59   | 2       | 0                | Kumaren Naidu               | Zâmbia                          | 1:11.40 |                  |
| 60   | 1       | 5                | Jion Hosei                  | Palau                           | 1:18.51 |                  |
|      | 2       | 9                | Ahmed Al-Hasani             | Iraque                          | DNS     | DNS              |
| 3    | 5       | Adriel Sanes     | Ilhas Virgens Americanas    | DSQ                             | DSQ     |                  |
| 7    | 9       | James Dergousoff | Canadá                      | DSQ                             | DSQ     |                  |
| 1    | 4       | Daoud Ali        | Djibuti                     | DSQ                             | DSQ     |                  |

### Semifinal
Esses foram os resultados das semifinais. A prova foi realizada no dia 18 de junho com início às 18:53.
| Pos. | Bateria | Raia | Nadador              | Nacionalidade  | Tempo   | Notas            |
| ---- | ------- | ---- | -------------------- | -------------- | ------- | ---------------- |
| 1    | 1       | 5    | Nicolò Martinenghi   | Itália         | 58.46   | Q                |
| 2    | 1       | 4    | Nic Fink             | Estados Unidos | 58.55   | Q                |
| 3    | 2       | 4    | Arno Kamminga        | Países Baixos  | 58.89   | Q                |
| 4    | 2       | 7    | James Wilby          | Reino Unido    | 59.23   | Q                |
| 5    | 2       | 3    | Yan Zibei            | China          | 59.34   | Q                |
| 6    | 2       | 2    | Lucas Matzerath      | Alemanha       | 59.35   | Q                |
| 7    | 1       | 2    | Zac Stubblety-Cook   | Austrália      | 59.51   | Q                |
| 8    | 1       | 6    | Andrius Šidlauskas   | Lituânia       | 59.52   | Q                |
| 9    | 2       | 5    | Michael Andrew       | Estados Unidos | 59.63   |                  |
| 10   | 2       | 6    | Ryuya Mura           | Japão          | 59.64   |                  |
| 11   | 1       | 1    | Cho Sung-jae         | Coreia do Sul  | 59.75   |                  |
| 12   | 2       | 8    | Bernhard Reitshammer | Áustria        | 1:00.03 |                  |
| 13   | 1       | 3    | Caspar Corbeau       | Países Baixos  | 1:00.24 |                  |
| 14   | 1       | 8    | Kristian Pitshugin   | Israel         | 1:00.33 | Recorde nacional |
| 15   | 1       | 7    | Erik Persson         | Suécia         | 1:00.38 |                  |
| 16   | 2       | 1    | Matti Mattsson       | Finlândia      | 1:00.66 |                  |

### Final
A final foi realizada em 19 de junho às 18:02.
| Pos.              | Raia | Nadador            | Nacionalidade  | Tempo | Notas            |
| ----------------- | ---- | ------------------ | -------------- | ----- | ---------------- |
| Medalha de ouro   | 4    | Nicolò Martinenghi | Itália         | 58.26 | Recorde nacional |
| Medalha de prata  | 3    | Arno Kamminga      | Países Baixos  | 58.62 |                  |
| Medalha de bronze | 5    | Nic Fink           | Estados Unidos | 58.65 |                  |
| 4                 | 6    | James Wilby        | Reino Unido    | 58.93 |                  |
| 5                 | 2    | Yan Zibei          | China          | 59.22 |                  |
| 6                 | 7    | Lucas Matzerath    | Alemanha       | 59.50 |                  |
| 7                 | 1    | Zac Stubblety-Cook | Austrália      | 59.65 |                  |
| 8                 | 8    | Andrius Šidlauskas | Lituânia       | 59.80 |                  |

Legenda
| Recorde mundial       | Recorde mundial (World record)               |                       | Recorde africano                      | Recorde africano (African) |                                           | Q | Classificado por posição (Qualified) |
| Recorde do campeonato | Recorde do campeonato (Championship record)  | Recorde da América    | Recorde da América (Americas)         | q                          | Classificado por melhor tempo (Qualified) |   |                                      |
| Melhor marca do ano   | Melhor marca do ano (World leading)          | Recorde asiático      | Recorde asiático (Asian)              | DNS                        | Não largou (Did not start)                |   |                                      |
| Recorde nacional      | Recorde nacional (National record)           | Recorde europeu       | Recorde europeu (European)            | DNF                        | Não terminou (Did not finish)             |   |                                      |
| Recorde pessoal       | Recorde pessoal do atleta (Personal best)    | Recorde da Oceania    | Recorde da Oceania (Oceania)          | DSQ / DQ                   | Desclassificado (Disqualified)            |   |                                      |
| Recorde da temporada  | Recorde da temporada do atleta (Season best) | Recorde sul-americano | Recorde sul-americano (South America) | NM                         | Sem marca (No mark)                       |   |                                      |